# قلعه‌نو کلاته منار
قلعه‌نو کلاته منار یا قلعه‌نو خارزار روستایی در دهستان پایین ولایت بخش رضویه شهرستان مشهد استان خراسان رضوی ایران است.

## جمعیت
بر پایه سرشماری عمومی نفوس و مسکن در سال ۱۳۹۵ جمعیت این روستا ۸۸ نفر (۲۸خانوار) بوده‌است.